# Хуэй-ди (Западная Цзинь)
Цзиньский Сяохуэй-ди (кит. трад. 晉孝惠帝), кратко Цзиньский Хуэй-ди (кит. трад. 晉惠帝), личное имя Сыма Чжун (кит. трад. 司馬衷, пиньинь Sīmǎ Zhōng), взрослое имя Чжэнду (кит. трад. 正度, пиньинь Zhèngdù, 259 — 8 января 307 года) — второй император династии Цзинь. Хуэй-ди был недееспособен как правитель. В течение его царствования велась постоянная междоусобная борьба регентов, имперских принцев (его родственников) и его жены Цзя Наньфэн за возможность манипулировать им (и, таким образом, контролировать правительство). Эта борьба, известная также как Война восьми князей, была причиной больших людских страданий, подорвала стабильность в стране и в конечном счете привела к восстанию пяти варварских племён, которые завоевали северный и центральный Китай (см. шестнадцать варварских государств). На короткое время он был свергнут своим двоюродным дедом Сыма Лунем, узурпировавшим трон в 301 году. Однако позже Хуэй-ди снова стал императором. В 307 году он был отравлен, вероятно регентом Сыма Юэ.

## Биография

### Жизнь до восшествия на престол
Сыма Чжун родился в 259 году. Он был сыном Сыма Яня от его жены Ян Янь. В это время Сыма Янь служил помощником своего отца, регента Цао Вэй, Сыма Чжао. Он был их вторым сыном, но его старший брат Сыма Гуй (司馬軌) умер в раннем возрасте. Неизвестно, когда выявили умственную неполноценность Сыма Чжуна. Так или иначе, после смерти Сыма Чжао (265 год) его сын основал династию Цзинь, став императором У-ди, и сделал Сыма Чжуна наследным принцем в 267 году, когда тому было семь лет.
По мере взросления наследного принца его недееспособность стала очевидной его родителям и имперским чиновникам. Он мог писать и говорить, но производил впечатление, что не способен самостоятельно принимать логические решения. Однажды он услышал кваканье лягушек и спросил с серьезным видом: «Они квакают, потому что хотят сами, или потому что им приказало правительство?» Несколько раз чиновники напоминали об этом У-ди, но император, не понимая степень недееспособности наследного принца Чжуна, противился завуалированным предложениям сменить наследника. У-ди был обеспокоен тем, что многие чиновники, под впечатлением его талантливого младшего брата, Ци-вана Сыма Ю, могли пожелать, чтобы наследником стал он. В конечном счете принц Ю был отослан в своё княжество, где умер в 283 году.
В 272 году двенадцатилетний Сыма Чжун женился на четырнадцатилетней дочери Цзя Чуна — Цзя Наньфэн. Наследная принцесса Цзя была жестокой и ревнивой, и её методы контролирования Сыма Чжуна были успешными настолько, что муж и любил, и боялся её. Она родила ему четырех дочерей, но его единственный сын Сыма Юй родился от наложницы Се Цзю, которая сначала была наложницей У-ди, но была отдана наследному принцу до его брака с Цзя Наньфэн для обучения того сексуальным отношениям. Се забеременела и родила Сыма Юя, к которому сильно привязался дедушка У-ди. У-ди считал принца Юя умным и очень похожим на своего деда, Сыма И, что повлияло на его решение не менять наследника. Однако от других наложниц у Сыма Чжуна не могло быть детей — как только они беременели, в приступе ревности их убивала Цзя Наньфэн. У-ди гневался и собирался выслать принцессу, но благодаря заступничеству своей второй жены, императрицы Ян Чжи, оставил её во дворце.
В 289 году, когда У-ди почувствовал приближение смерти, он стал обдумывать, кого сделать регентом для наследного принца Чжуна. Он считал Ян Цзюня, отца Ян Чжи, и своего дядю Сыма Ляна, вана Жунани, самыми уважаемыми из имперских ванов. В результате Ян Цзюнь стал бояться Сыма Ляна и отдал ему ключевой город Сюйчана (許昌, современный Сюйчан, Хэнань). Другим нескольким имперским принцам также отдали ключевые города империи. В 290 году У-ди решил сделать регентами обоих — и Ян Цзюня, и Сыма Ляна. Но после того, как он написал завещание, оно попало в руки Ян Цзюня. Ян Цзюнь заменил документ на другой, в котором он один провозглашался регентом. Вскоре после этого император умер. Наследный принц Чжун вступил на трон как Хуэй-ди; Цзя Наньфэн стала императрицей, а наследником — Сыма Юй.

### Правление
В 17 лет царствования, Хуэй-ди находился под контролем множества регентов, и никогда не правил самостоятельно. Примерная последовательность смены регентов:
- Ян Цзюнь: 290—291
- Сыма Лян и Вэй Гуань: 291
- Императрица Цзя Наньфэн: 291—300
- Сыма Лунь: 300—301
- Сыма Цзюн: 301—302
- Сыма Ай: 302—304
- Сыма Ин: 304
- Сыма Юн: 304—306
- Сыма Юэ: 306—307

#### РегентствоЯн Цзюня
Ян Цзюнь быстро показал себя в качестве деспотичного и некомпетентного правителя, чем вызвал ярость многих представителей знати и чиновников. Пытаясь успокоить их, он раздавал много титулов и почестей, но это послужило только еще большему осуждению его действий. Он знал, что императрица Цзя Наньфэн была ненадежной, поэтому он пытался разместить верных людей с войсками в столице для её защиты. По его повелению все указы до их оглашения подписывались не только императором, но и вдовствующей императрицей Ян.
Императрица Цзя хотела войти в правительство, и очень злилась от того, что Ян Чжи и Ян Цзюнь постоянно ей отказывали. Поэтому она вступила в сговор против семьи Ян с евнухом Дун Мэном (董猛) и генералами Мэн Гуаном (孟觀) и Ли Чжао (李肇). Она попробовала вовлечь в заговор Сыма Ляна, но тот отказался. Вместо него она убедила брата императора, Сыма Вэя, вана Чу, присоединиться к ней. После того, как в 291 году Сыма Вэй вернулся со своих позиций (область Цзин (荊州, современные Хубэй и Хунань)) в Лоян вместе с войском, осуществление переворота стало реальностью.
Цзя Наньфэн, легко контролировавшая своего мужа, попросила, чтобы он выпустил указ, в котором объявлялось о том, что Ян Цзюнь — преступник и должен быть удален со своих постов. Сыма Вэю и Сыма Яо (司馬繇), гуну Дунъани, поручалось атаковать силы Яна и защищаться от контратак. Вскоре стало ясно, что Ян оказался в тяжелом положении. Ян Чжи, пойманная в ловушку во дворце, написала указ, призывая оказать поддержку Ян Цзюню, прикрепила его к стрелам и выпустила их за пределы дворца. Тогда императрица Цзя сделала смелое заявление, что Ян Чжи совершила измену. Ян Цзюнь был быстро побежден, а его семья истреблена. Ян Чжи лишилась статуса вдовствующей императрицы и попала под домашний арест (в 292 году она умерла в заключении). Сыма Лян был вызван в столицу и стал регентом вместе с высшим чиновником Вэй Гуанем.

#### РегентствоСыма ЛянаиВэй Гуаня
Чтобы успокоить тех, кто мог бы быть недоволен и свергнувших Ян Цзюня, Сыма Лян повысил титул участвовавших в заговоре. Более тысячи мужчин стали хоу (маркизами). Лян и Вэй попробовали сходу захватить власть в правительстве, однако императрица Цзя продолжала вмешиваться в государственные дела. Чиновники забеспокоились о жестком характере Сыма Вэя и попытались лишить его военной власти, но он убедил Цзя Наньфэн оставить его военачальником. После этого помощники Сыма Вэя Ци Шэн (岐盛) и Гунсунь Хун (公孫宏) ложно донесли императрице, что Сыма Лян и Вэй Гуань планируют свергнуть императора. Императрица помнила обиду на Вэя, который во время правления У-ди предлагал, чтобы тот сменил своего наследника. Также она хотела получить более полную власть в правительстве, поэтому хотел более прямой контроль над правительством, и поэтому решила совершить второй переворот.
Летом 291 года Цзя Наньфэн заставила Хуэй-ди лично написать указ, в котором Сыма Вэю повелевалось сместить Сыма Ляна и Вэй Гуаня с их должностей. Его силы окружили особняки Сыма Ляна и Вэй Гуаня. Их подчиненные советовали им обоим оказать сопротивление, но они отказались и были схвачены. Несмотря на текст указа, оба были убиты — Сыма Лян со своим наследником Сыма Цзю (司馬矩) и Вэй Гуань с девятью сыновьями и внуками. Тогда Ци предложил Сыма Вэю убить родственников императрицы Цзя и захватить власть, но Сыма Вэй колебался. В то же время императрица рассуждала: если станет известно, что казнь совершена по её инициативе, то это может послужить причиной политической бури, а Сыма Вэя тоже нелегко будет контролировать. Поэтому она публично объявила, что Сыма Вэй выпустил ложный указ. Войска Сыма Вэя выдали его, он был схвачен и казнен. Сыма Лян и Вэй Гуань удостоились посмертных почестей. После этих событий Цзя Наньфэн в течение нескольких лет обладала бесспорной властью.

#### Регентство императрицыЦзя Наньфэн
Императрица теперь осуществляла управление в объединении с несколькими советниками, которым она доверяла — талантливым чиновником Чжан Хуа, своими двоюродными братьями Пэй Вэем (裴頠) и Цзя Мо (賈模) и племянником Цзя Ми (賈謐, первоначальное имя Хань Ми, но после смерти сына Цзя Чуна, Цзя Лимина (賈黎民), Хань Ми продолжил его родовую линию (賈黎民)). Также к ней были близки однажды попавший в опалу её двоюродный брат Го Чжан (郭彰), её сестра Цзя У (賈午), и наложница императора У-ди, Чжао Чань (趙粲). Цзя Наньфэн быстро теряла самообладание, была в своих действиях жестокой и капризной, но Чжан, Пэй и Цзя Мо, будучи порядочными людьми, в целом поддерживали порядок в правительстве. Поскольку императрица становилась все более распущенной (в том числе прелюбодействовала со многими мужчинами, а позднее убивала их, чтобы заставить их замолчать), Чжан, Пэй и Цзя Мо подумывали сместить её и заменить на мать наследного принца Юя, наложницу Се, но так никогда и не решились это осуществить. После смерти Цзя Мо (299 год) императрица стала еще менее сдержанной.
В 296 году ди и цяны из Цинь (秦州, современная восточная Ганьсу) и Юна (雍州, современная центральная и северная Шэньси) начали большое восстание против династии Цзинь. В качестве претендента на трон они поддержали вождя ди, Ци Ваньняня (齊萬年). В 297 году цзиньский генерал Чжоу Чу (周處), не получив помощь от центрального правительства, был легко побежден Ци. Большая группа беженцев, большинство которых принадлежали племенам ди, голодающая из-за войны, во главе с Ли Tэ (李特) бежала на юг в провинцию И (益州, современный Сычуань и Чунцин). (Несколько лет спустя, они в конечном счете тоже подняли восстание и вышли из под власти Цзинь). В 299 году Мэн Гуань, наконец, смог победить Ци. Этот мятеж предвещал в будущем намного более серьезные восстания неханьских народов. Позже в том же 299 году чиновник среднего уровня Цзян Тун (江統) обратился к императрице, чтобы она переселила за пределы империи пять народов северных варваров (у-ху), но она не приняла это предложение.
Отношения между Цзя Наньфэн и наследным принцем Юем всегда были неустойчивы. Мать императрицы, Го Хуай (郭槐), постоянно советовала ей относиться к Сыма Юю также хорошо, как к собственному сыну. Она же поддержала женитьбу наследного принца на сестре Цзя Ми. Однако императрица и Цзя У выступили против. Тогда Сыма Юй женился на дочери чиновника Ван Яня (王衍) (у Ван Яня было две дочери, но Цзя Наньфэн подстроила женитьбу Юя на менее красивой из них, а Цзя Ми — на более красивой). После смерти леди Го отношения между императрицей и наследным принцем сразу ухудшились, так как Цзя У и наложница Чжао провоцировали между ними конфликты. Более того, Сыма Юй и Цзя Ми неприязненно относились друг к другу, и Цзя Ми посоветовал императрице свергнуть наследного принца Юя. В 299 году императрица согласилась и осуществила это. Когда наследный принц Юй находился во дворце с официальным прошением сделать ваном его больного сына Сыма Биня (司馬彬), Цзя Наньфэн вынудила его выпить большое количество вина, а после этого настроила его написать заявление, в котором он объявлял намерения убить императора и императрицу и стать самому императором. Затем Цзя Наньфэн показала это письмо чиновникам и сначала хотела казнить Юя. После некоторых колебаний, она сделала его простолюдином. Мать Сыма Юя наложница Се была казнена, также как и его любимая наложница Цзян Цзюнь (蔣俊).
В 300 году по совету бывшего в расположении Чжао-вана, Сыма Луня, двоюродного дяди У-ди, императрица решила устранить Сыма Юя. Она подослала к нему убийц, и они сделали своё дело. Но у Сыма Луня были другие планы — убийство наследного принца императрицей он хотел использовать как повод для её свержения и в том же году совершил переворот, убив Цзя Ми,Чжана, Пэя и других приближенных императрицы. Свергнутая Цзя Наньфен была вынуждена совершить самоубийство. Сыма Лунь и его стратег Сунь Сю (孫秀) поделили власть между собой.

#### Регентство и узурпация тронаСыма Лунем
Сыма Лунь восстановил репутацию покойного наследного принца Юя, а его сына, Сыма Цзана (司馬臧), сделал новым престолонаследником. Однако, Сыма Лунь сам намеревался стать императором. Вместе с Сунь Сю они размещали на важные должности своих сторонников. Амбиции Сыма Луня вскоре стали ясны брату императора, Сыма Юню (司馬允), вану Хуайнани. Тогда Сыма Лунь и Сунь Се попытались лишить Сыма Юня военного командования. При чтении указа, приказывавшего Сыма Юню передать войска, он заметил, что указ написан почерком Сунь Сю. Сыма Юн разгневался и со своими войсками поднял восстание. Поначалу успех был на стороне Сыма Юня: он почти захватил особняк Сыма Луня за один день. В конце дня Чэнь Чжунь (陳準), тайно поддерживавший Сыма Юня, убедил Хуэй-ди отдать ему знамя, символизирующее поддержку императора, и доставить его Сыма Юню. Однако посыльный был другом сына Сыма Луня, Сыма Цианя (司馬虔), и во время передачи знамени Сыма Юню отрубил ему голову. После смерти Сыма Юня его войска разошлись.
После поражения Сыма Юня Сыма Лунь еще более захотел узурпировать трон. В конце 300 года, после предложения Сунь Сю Сыма Луню отдали Девять наград. Так как сам Сыма Лунь и его сыновья были глупы и невежественны, Сунь фактически стал руководить правительством. Зимой Сунь женил Хуэй-ди на внучке своего дальнего родственника и друга Сунь Ци (孫旂), и она стала императрицей Ян Сяньжун.
Этой же зимой восстал правитель провинции И, Чжао Синь (趙廞), родственник императрицы Цзя, и попробовал сделать эту провинцию своим владением. Он объединился с Ли Tэ и его братом Ли Сяном (李庠), и вместе они вскоре заняли провинцию. Не доверяя братьям Ли, Чжао Синь убил Ли Сяна после того, как тот предложил ему провозгласить себя императором. Тогда Ли Tэ собрал свои силы и убил Чжао. Затем Ли принял в столице провинции Чэнду (成都, современный Чэнду, Сычуань) нового правителя Ло Шана (羅尚). Их взаимоотношения были напряженными. Главный стратег Ло Шана, Синь Жань, бывший друг Ли Тэ, сильно сомневался в надежности последнего.
Весной 301 года Сыма Лунь заставил Хуэй-ди передать трон себе и дал Хуэй-ди почетный титул удалившегося от дел императора (太上皇). Чтобы успокоить возможное недовольство узурпацией, он вознаградил многих людей. В частности, Сунь выпускал указы по собственной прихоти. Подозревая трех главных ванов — Сыма Цзюна, вана Ци (двоюродного брата Хуэй-ди и сына Сыма Ю), Сыма Ина, вана Чэнду (брата Хуэй-ди), и Сыма Юна, вана Хэцзяни (внука прадеда Хуэй-ди, Сыма Фу), каждый из которых командовал значительными военными силами — Сунь послал к ним в помощники своих доверенных лиц. Сыма Цзюн отказался выполнять требования и поднял восстание с целью восстановления на троне Хуэй-ди. Сыма Ин, Сыма Ай, ван Чаншани (брат Хуэй-ди), и Сыма Синь (司馬歆), гун (герцог) Синье (сын двоюродного деда Хуэй-ди) полностью поддержали Сыма Цзюна. Сыма Юн сначала отправил на помощь Сыма Луню своего генерала Чжан Фана (張方), но когда узнал, что у Цзюна и Ина большие военные силы, объявил о поддержке восставших. Войска Сыма Луня были легко побеждены объединенными силами Цзюна и Ина. Спустя три месяца после провозглашения себя императором, Сыма Лунь был схвачен чиновниками в Лояне и вынужден был подписать указ о возвращении на трон Хуэй-ди. После этого его заставили покончить с собой. Сунь Се и другие сторонники Сыма Луня были казнены.
Некоторые считали, что стабильность власти, на которую так надеялся после своей смерти У-ди, еще может быть восстановлена. Цзюну и Ину поручили регентствовать вместе (и отдали им девять наград, Сыма Ин, однако, отказался от них; это был один из тех редких случаев, когда девять наград не были признаками грядущей узурпации). Многие талантливые чиновники получили важные посты. Однако Цзюн и Ин опасались друг друга. Тогда Сыма Ин решил уступить регентство Сыма Цзюну, а сам вернулся на свой защитный пост в Ечэн.

#### РегентствоСыма Цзюна
Тем временем, Ло Шан приказал беженцам из Цинь и Юн возвращаться домой и сдать награбленное во время восстания Чжао имущество. Ли Тэ попросил год на выполнение этого сложного задания. Ло согласился, но Синь Жань и другие подчиненные Ло были недовольны этим и тайно планировали напасть на Ли. Ли, ожидавший такое развитие событий, подготовился и легко разбил войска Синя.
В столице Сыма Цзюн повёл себя высокомерно, основываясь на своих достижениях. Он сделал ванами своих сыновей и управлял правительственными делами из своего особняка, редко посещая императора и почти не присутствуя на имперских собраниях. Он расширил свой особняк до размеров дворца. Сыма Цзюн поручал дела близким людям, но не собирался менять свои решения, даже когда несколько его уважаемых сторонников пытались изменить его поведение. Внуки императора Сыма Цзан и Сыма Шан (司馬尚), по очереди бывшие наследниками престола, умерли в младенчестве, оставив Хуэй-ди без потомков мужского пола. Тогда в 302 году подходящим наследником стали считать Сыма Ина, но Сыма Цзюн намеревался обойти его, рекомендуя императору сделать преемником семилетнего Сыма Циня (司馬覃), вана Цинхэ (сына брата Хуэй-ди, Сыма Ся (司馬遐)) для того, чтобы было легко управлять ребенком.
Сыма Цзюн стал настороженно относиться к Сыма Юну, поскольку тот первоначально хотел поддержать Сыма Луня, и только когда понял, что положение Сыма Луня безнадёжно, отказался от этого намерения. Сыма Юн узнал о подозрениях Сыма Цзюна и организовал заговор. Он побудил Сыма Ая, вана Чанши попытаться свергнуть Сыма Цзюна. Рассчитывая на то, что Сыма Ай потерпит неудачу, затем он планировал соединиться с Сыма Ином и начать войну против Сыма Цзюна. Как только они победят, он свергнет Хуэй-ди, а новым императором станет Сыма Ин, которому Юн будет служить премьер-министром. Зимой 302 года Сыма Юн начал открытое восстание, к которому вскоре присоединился Сыма Ин, несмотря на протест своего стратега Лу Чжи (盧志). Узнав, что Сыма Ай также был в сговоре с мятежниками, Сыма Цзюн нанёс упреждающий удар по его войскам. Однако Сыма Ай подготовился и вошёл во дворец для того, чтобы контролировать Хуэй-ди. В уличном сражении Сыма Цзюн был разбит и вскоре казнён. Регентом фактически стал Сыма Ай. Для ослабления оппозиции он поручил все важные дела Сыма Ину, всё ещё находившемуся в Ечэне.

#### РегентствоСыма Ая
Казалось, что Сыма Ай был единственным из принцев, понимавшим важность формального чествования императора и поддерживавшим подобие беспристрастного правления. Он продолжил попытки разделить власть с Сыма Ином.
Между тем в провинции И в 303 году Ло Шан усыпил бдительность Ли Тэ, предложив ему перемирие, а затем внезапно напал и убил его. Войска Ли перешли под руководство его брата Ли Лю (李流), но он умер в том же году. Ему наследовал его племянник Ли Сюн. Под командованием Ли Сюна беженцы одолели не только войска Ло Шана, но и подкрепление из провинции Цзин (荊州, современные Хубэй и Хунань). Из-за успехов Ли по всей империи начались крестьянские восстания, во время одного из которых сильные войска Сыма Синя были разбиты, а сам он убит.
В конце 303 года недовольный провалом своего плана Сыма Юн убедил Сыма Ина присоединиться к нему и выступить против Сыма Ая. Несмотря на подавляющее превосходство, их объединенные силы никак не могли окончательно разбить Сыма Ая. Весной 304 года силы Сыма Юна собирались уже уйти, но ван Дунхая Сыма Юэ, посчитав, что Сыма Аю всё равно не выиграть, арестовал его и выдал генералу Сыма Юна, Чжан Фану, который казнил его, приказав сжечь заживо. Сыма Ин получил контроль над правительством, но продолжал управлять страной из Ечэна.

#### РегентствоСыма Ина
Как только Сыма Ин стал регентом, он тут же сместил наследного принца Циня и объявил наследником себя. Также он сверг императрицу Ян — в целом в течение двух лет она была свергнута и восстановлена четыре раза. Его самонадеянное и экстравагантное поведение разочаровало придворных. Увидев это, Сыма Юэ решил оказать сопротивление. Он вернул императрице Ян и наследному принцу Циню их титулы, и от имени Хуэй-ди намеревался напасть на Сыма Ина. Однако его войска потерпели поражение, и он бежал из столицы, оставив Хуэй-ди в руках Сыма Ина. Силы Сыма Ина вошли в Лоян. Императрица с наследником снова были смещены.
Ван Цзюнь (王浚), военачальник провинции Ю (幽州, современные Пекин, Тяньцзинь и северный Хэбэй), у которого были напряженные отношения с Сыма Ином, объявил ему войну и начал с войсками продвижение на юг. К нему присоединились несколько племён сяньби и ухуаней. Основываясь на том, что противостоять им будет сложно, Сыма Ин послал к соплеменникам знатного хунна Лю Юаня, чтобы просить их присоединиться к нему. Однако после отъезда Лю силы Сыма Ина потерпели неудачу. Когда Лю узнал об этом, то вместо того, чтобы послать свои войска на помощь Сыма Ину, он провозгласил независимость и титуловал себя ханьским ваном, объявив себя таким образом законным наследником династии Хань. Он утверждал, что был потомком ханьской принцессы, вышедшей замуж за хуннского шаньюя, поэтому его государственное образование получило название Хань. (Месяцем раньше, Ли Сюн также отделился от Цзинь, став ваном Чэнду и основав Чэн Хань. Эти два государства были первыми из шестнадцати варварских государств).
Сыма Ин вместе с императором бежал в Лоян, однако теперь войск у него не было. В данной ситуации Сыма Юн решил взять власть сам и больше не использовать Сыма Ина, который в качестве наследника престола был заменён на другого брата Хуэй-ди, прилежного и скромного Сыма Чи, вана Юйчжана. Сыма Юн велел Чжан Фану насильственно увезти императора в Чанъань (современный Сиань, Шэньси) сразу после того, как тот был схвачен. Но многие чиновники высокого ранга оставались в Лояне и сформировали своё правительство, с которым Сыма Юн то союзничал, то соперничал.

#### РегентствоСыма Юна
Сыма Юн пытался усмирить всевозможных противников, повышая всех важных ванов и военачальников, однако это не принесло желаемого результата. Тем временем на службу Северной Хань перебегали разочарованные правлением Цзинь ханьские и неханьские крестьяне и племена. Это государство начало расти и усиливаться.
В то время в Цзинь продолжалась война. В конце 305 года Сыма Юэ вновь восстал, теперь уже против Сыма Юна, утверждая, что тот ненадлежащим образом вынудил Хуэй-ди переместить столицу. Губернаторы и военачальники были вынуждены присоединиться к одной из сторон. Поначалу боевые действия были безрезультатны. В начале 306 года после нескольких побед Сыма Юэ, Сыма Юн был в ужасе и попросил Чжана искать мира. Сыма Юэ отказался. Летом 306 года Сыма Юн был вынужден оставить Чанъань и императора. Войска Сыма Юэ вернули Хуэй-ди обратно в Лоян и восстановили императрицу Ян.
Также в 306 году Ли Сюн и Лю Юань провозгласили себя императорами, окончательно отделившись от Цзинь.

#### РегентствоСыма Юэи смерть императора
Сыма Юэ служил регентом императора лишь несколько месяцев. Зимой 306 года по неизвестной причине Хуэй-ди во время приёма пищи был отравлен. (Обычно историки обвиняют в этом Сыма Юэ, но его мотивы не ясны). Таким образом, царствование императора окончилось. Во время его правления династическая система Цзинь потерпела крах, хотя его самого и нельзя в этом винить. Наследный принц Чи стал следующим императором (Хуай-ди). Он пытался снова усилить империю, но было слишком поздно. Это закончилось завоеванием северного и центрального Китая Северной Хань и вытеснением Цзинь в южный Китай.

## Наследники
- 290—300: Сыма Юй, наследный принц Миньхуай 湣懷太子司馬遹 (сын Хуэй-ди)
- 300—301: Сыма Чжэн, наследный принц Миньчун 湣衝太孫司馬臧 (сын Сыма Юя)
- 301—302: Сыма Шань, наследный принц Хуайчун 懷衝太孫司馬尚 (сын Сыма Юя)
- 302—304: Сыма Тамь 司馬覃 (племянник Хуэй-ди)
- 304—304: Сыма Ин, Чэнду-ван 成都王司馬穎 (брат Хуэй-ди)
- 304—304: Сыма Чи, Цзиньцзян-ван 豫章王司馬熾 (брат Хуэй-ди)

## Девизы правления
- Юнси (永熙 yǒng xī) 17 мая 290 — 15 февраля 291
- Юнпин (永平 yǒng píng) 16 февраля — 23 апреля 291
- Юанькан (元康 yuán kāng) 24 апреля 291 — 6 февраля 300
- Юнкан (永康 yǒng kāng) 7 февраля 300 — 3 февраля 301
- Юннин (永寧 yǒng níng) 1 июня 301 — 4 января 303
- Тайань (太安 taì ān) 5 января 303 — 21 февраля 304
- Юнъань (永安 yǒng ān) 22 февраля — 15 августа 304; 14 декабря 304 — 11 февраля 305
- Цзяньу (建武 jiàn wǔ) 16 августа — 13 декабря 304
- Юнсин (永興 yǒng xīng) 12 февраля 305 — 12 июля 306
- Гуанси (光熙 guāng xī) 13 июля 306 — 19 февраля 307

## Семья
- Отец
  - У-ди (Хуэй-ди — второй его сын)
- Мать
  - Императрица Ян Янь
- Жены
  - Императрица Цзя Наньфэн (с 290, смещена и казнена в 300), мать принцесс Хэдун, Линьхай, Шипин и Айсянь
  - Императрица Ян Сяньжун (с 300, много раз смещалась и снова восстанавливалась), позже была захвачена Лю Яо из Хань Чжао и в 318 году стала его императрицей.
- Главные наложницы
  - Се Цзю (謝玖), мать наследного принцы Юя (казнена в 299)
- Дети
  - Сыма Юй (司馬遹), сначала ван Гуанлина (с 289), затем наследный принц Миньхуай (с 290, смещён в 299, убит в 300)
  - Принцесса Хэдун
  - Принцесса Линьхай
  - Принцесса Шипин
  - Принцесса Айсянь

## Интересные факты
- Согласно Книге Цзинь, когда Хуэй-ди сообщили о том, что людям из-за беспорядка в стране не хватает риса и они голодают, тот ответил: «Почему бы им тогда не питаться мясным фаршем?» (кит. трад. 何不食肉糜, пиньинь hé bù shí ròumí)[2]. В китайском языке эта фраза аналогична французской «Если у них нет хлеба, пусть едят пирожные!»[3].